# Qaem Shahr
Qaem Shahr je město v íránské provincii Mázandarán. Žije zde přibližně 205 tisíc obyvatel a je tak jedním z nejlidnatějších měst Severního Íránu. Do roku 1979 neslo město název Ŝâhi, nicméně po íránské revoluci bylo přejmenováno na současný název. Město leží na úpatí pohoří Alborz, přičemž část města se nachází již na území tohoto pohoří a část se rozkládá již v nížině situované vedle pohoří. Většinu obyvatel města tvoří Mazandaránci, kteří hovoří mazandaránštinou. Většina z nich jsou navíc muslimové, a to nejčastěji z šíitské odnože islámu Isná ašaríja. Město bylo poprvé osídleno již v době železné. Ve městě panuje vlhké subtropické podnebí.